# یحیی‌آباد (بیضا)
یحیی‌آباد، روستایی در دهستان بانش بخش بانش شهرستان بیضا در استان فارس ایران است.

## جمعیت
بر پایه سرشماری عمومی نفوس و مسکن در سال ۱۳۹۵، جمعیت این روستا برابر با ۶۴ نفر (۱۵ خانوار) بوده است.